# جامعة الخليل
تأسست جامعة الخليل عام 1971م، وكانت بذلك أول مؤسسة للتعليم الجامعي في فلسطين والتي تمنح درجة البكالوريوس في التخصصات المطروحة فيها. وتقع في مدينة الخليل، وقد ترسخت فكرة تأسيس الجامعة من خلال الشيخ محمد علي الجعبري، وذلك بعد وقوع كامل أجزاء فلسطين تحت قبضة الاحتلال عام 1967.
بدأت نواة جامعة الخليل من خلال تأسيس كلية الشريعة الإسلامية، حيث انتظم للدراسة فيها ثلاثة وأربعون طالبًا وطالبة من مختلف أنحاء فلسطين. وتطورت جامعة الخليل سريعًا لتلبي متطلبات المجتمع المحلي من التخصصات المختلفة، حيث تم افتتاح كليتي الآداب والعلوم وضمهما إلى كلية الشريعة الأم، وتحول اسم الجامعة إلى «جامعة الخليل» بشكل رسمي عام 1980. واليوم، تضم جامعة الخليل تسع كليات هي : كلية الشريعة وكلية العلوم والتكنولوجيا وكلية الآداب وكلية الزراعة وكلية التمريض وكلية الطب وكلية التربية وكلية التمويل والإدارة وكلية الدراسات العليا والبحث العلمي. ويضم حرم جامعة الخليل اليوم أكثر من تسعة آلاف طالب وطالبة من مختلف المدن الفلسطينية في الضفة الغربية ومناطق عام 1948.

## كليات الجامعة
|    | الكلية                             | عام التأسيس |
| -- | ---------------------------------- | ----------- |
| 1  | كلية الشريعة الإسلامية             | 1971        |
| 2  | كلية الآداب                        | 1980        |
| 3  | كلية العلوم والتكنولوجيا           | 1986        |
| 4  | كلية الزراعة                       | 1987        |
| 5  | كلية التمويل والإدارة              | 1994        |
| 6  | كلية المهن والعلوم التطبيقية       | 2017        |
| 6  | كلية الدراسات العليا والبحث العلمي | 1997        |
| 7  | كلية التمريض                       | 1998        |
| 8  | كلية التربية                       | 2000        |
| 9  | كلية الصيدلة والعلوم الطبية        | 2010        |
| 10 | كلية الحقوق والعلوم السياسية       | 2013        |

## برامج الدراسات العليا
تمنح جامعة الخليل درجة الماجستير في ثمانية برامج وتخصصات، ويمكن أن تمنح الجامعة درجة الدبلوم العالي في حالات خاصة، وقد أنشأت جامعة الخليل عمادة الدراسات العليا والبحث العلمي في العام الأكاديمي 2002/2001. وكان الهدف ولا زال لهذه العمادة هو الإشراف على برامج الدراسات العليا والتنسيق بين لجانها لحسن سير العملية الأكاديمية والإشراف أيضاً على مشاريع البحث العلمي في الجامعة.

## تضييق الاحتلال الإسرائيلي على الجامعة

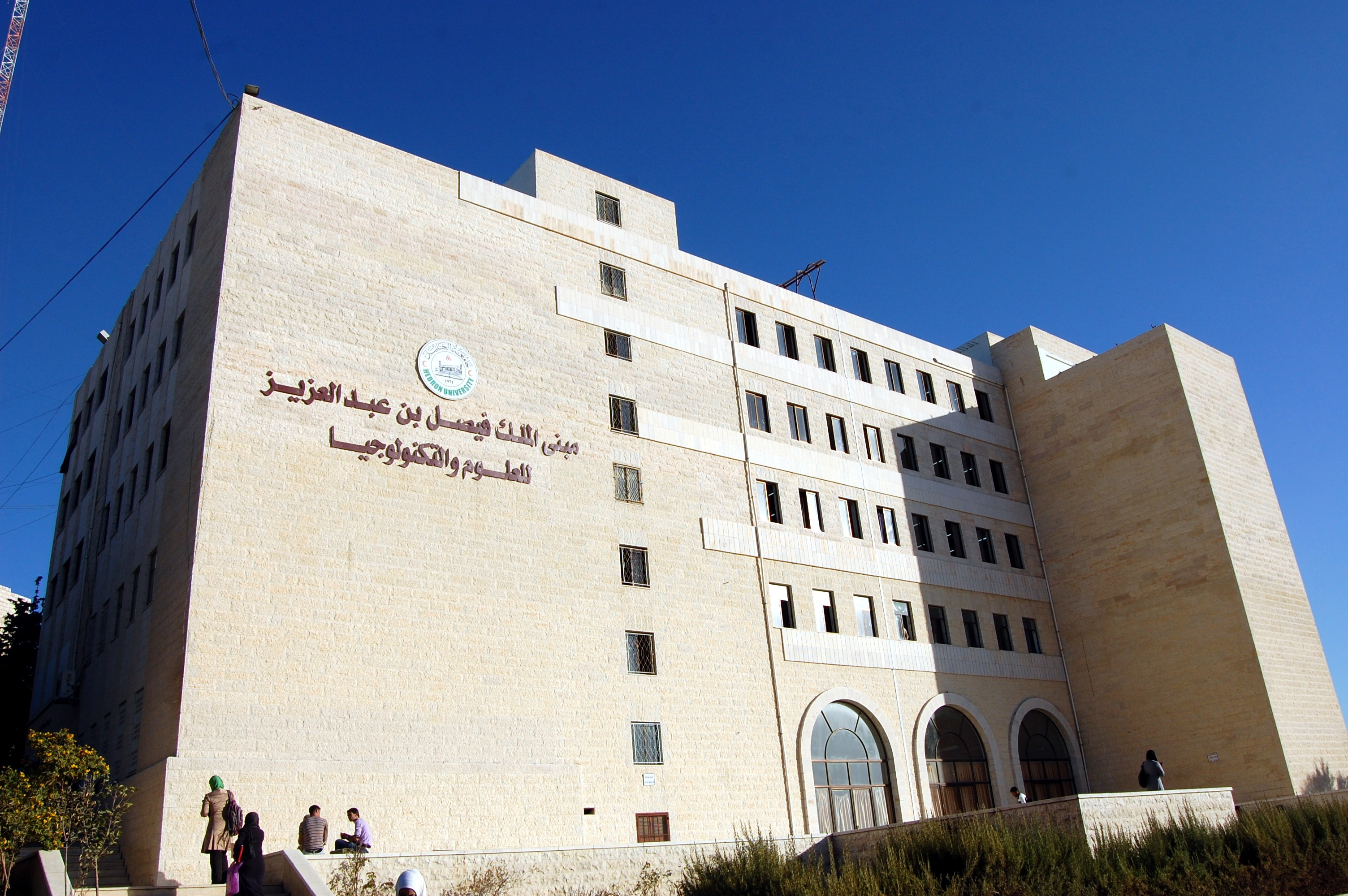
مبنى الملك فيصل بن عبد العزيز للعلوم والتكنولوجيا في جامعة الخليل

تعرضت جامعة الخليل منذ سنوات نشأتها الأولى للعديد من المضايقات والاعتداءات من قبل جيش الاحتلال والمستوطنين المتواجدين في مدينة الخليل. وكان من أبرز هذه الاعتداءات اعتداء عام 1983 حين قامت مجموعة من المستوطنين المتطرفين باقتحام باحات جامعة الخليل وإطلاق الرصاص العشوائي على الطلبة مما أدى إلى استشهاد ثلاثة من طلاب الجامعة وإصابة عشرات آخرين. ومع اندلاع أحداث الانتفاضة الفلسطينية الأولى عام 1987 ، قام الاحتلال بإغلاق جامعة الخليل وحرمان الطلبة من حقهم في الدراسة، واستمر الإغلاق لمدة أربع سنوات متتالية من عام 1987 وحتى عام 1991. ولم تمر سنوات قليلة حتى عاودت سلطات الاحتلال إغلاق جامعة الخليل مرة أخرى عام 2003 ، واستمر الإغلاق حوالي سبعة أشهر، إلى أن انتهى بقيام آلاف الطلبة بمسيرات سلمية اتجهت نحو الجامعة وقاموا بكسر الأقفال التي وضعها الاحتلال على بوابة الجامعة الرئيسية وعادت الدراسة لتنتظم في الجامعة من جديد.